# Перельман, Михаил Израилевич
Михаи́л Изра́илевич Перельма́н (20 декабря 1924, Минск — 29 марта 2013, Москва) — советский и российский хирург, известный своими научными работами в области торакальной хирургии. Академик АМН СССР — РАМН.

## Биография
Михаил Израилевич Перельман родился 20 декабря 1924 года в Минске в семье хирурга Израиля Моисеевича Перельмана (1892—1954) и врача Гиты Владимировны (1898—1989). В связи с переездами отца жил в Борисове (1927—1933), Гомеле (1933—1937) и Витебске (1937—1941), где и окончил школу в 1941 году. Учился на отлично, был чемпионом школы по боксу и французской борьбе.
Осенью 1941 года поступил в Северо-Осетинский медицинский институт, но вскоре вслед за отцом переехал в Новосибирск, где совмещал учёбу в мединституте с работой субординатором в клинике общей хирургии мединститута и одновременно дежурным врачом-травматологом Новосибирской больницы скорой помощи. В 1943 году вместе с отцом переехал в Ярославль, где заканчивал обучение — сначала в эвакуированном сюда Белорусском медицинском институте, затем в созданном на его основе Ярославском медицинском институте, который окончил в 1945 году с отличием.
С 1944 по 1951 год работал ассистентом на кафедрах нормальной анатомии, топографической анатомии и оперативной хирургии, госпитальной хирургии Ярославского медицинского института. Работал также врачом областной станции санитарной авиации. Летом 1947 года заведовал хирургическим и акушерско-гинекологическим отделениями в больнице Кологрива. Прошёл специализацию по нейрохирургии в Ленинградском нейрохирургическом институте, после чего назначен на внештатную должность межобластного нейрохирурга и заведующим нейрохирургическим отделением областной больницы.
В 1947 году в 1-м Московском медицинском институте защитил кандидатскую диссертацию теме «Клинические и анатомические материалы к операции Лериша на бедренной артерии».
В результате «борьбы с космополитизмом» в 1951 году Михаил Израилевич был вынужден перевестись в Щербаков (Рыбинск) на должности заместителя главного врача по медицинской части Больничного городка и главного хирурга города, также был консультантом больниц МВД и межобластного туберкулёзного госпиталя для инвалидов Великой Отечественной войны.
С 1954 года работает ассистентом кафедры оперативной хирургии и топографической анатомии 1-го Московского медицинского института, одновременно дежурным хирургом 47-й городской больницы Москвы. С 1955 по 1958 год доцент по курсу хирургии туберкулёза лёгких на кафедре туберкулёза Центрального института усовершенствования врачей. С 1958 года руководитель отделения хирургии малого круга кровообращения НИИ экспериментальной биологии и медицины Сибирского отделения АН СССР (ныне Новосибирский научно-исследовательский институт патологии кровообращения имени академика Е. Н. Мешалкина). В 1961 году в Томском медицинском институте защитил докторскую диссертацию по теме «Резекция лёгких при туберкулёзе».
С 1963 по 1981 год Перельман работал на должности руководителя отделения грудной хирургии ВНИИ клинической и экспериментальной хирургии Минздрава СССР. В 1964 году ему присвоено звание профессора по специальности хирургия. С 1964 года — консультант 4-го Главного управления при Минздраве СССР, в настоящее время — Медицинский центр Управления делами при Президенте Российской Федерации. Результатом многолетнего исследования стала монография «Хирургия трахеи».
С 1981 года заведовал кафедрой фтизиопульмонологии 1-го Московского государственного медицинского университета имени И. М. Сеченова. С 1998 года до конца жизни Михаил Израилевич Перельман также возглавлял НИИ фтизиопульмонологии этого вуза. До 2010 года был главным внештатным фтизиатром Министерства здравоохранения и социального развития Российской Федерации.
Перельман провёл более 3500 операций на органах грудной клетки, в основном на лёгких (рак, туберкулёз, гнойно-воспалительные заболевания). До последних лет жизни выполнял по 120 хирургических операций в год. Оперировал и за рубежом: в Болгарии, Германии, Франции, Монголии, Японии, Южной Корее, выступал с докладами и лекциями в 45 странах мира. Автор 24 монографий и книг, 32 глав в отечественных и зарубежных руководствах и книгах, 35 статей в энциклопедиях, 250 статей в центральных отечественных и зарубежных журналах, 350 публикаций приходится на статьи в книгах, сборниках, автор или консультант 9 научных и учебных фильмов. Научным руководителем либо консультантом подготовил 68 кандидатских и 25 докторских диссертаций.
Был заместителем главного редактора «Медицинского реферативного журнала», членом редколлегии многотомного издания «International Trends in General Thoracic Surgery», членом редколлегии «World J. Of Surgery». Главный редактор журнала «Проблемы туберкулёза и болезней лёгких», член редколлегий журналов «Пульмонология» и «Анналы хирургии».
С 1969 по 1991 год был генеральным секретарём Всесоюзного общества хирургов. С 1971 года член Международного общества хирургов. Президент Российского общества фтизиатров.
В 1980 году избран членом-корреспондентом, а в 1986 году — академиком Академии медицинских наук СССР по специальности «хирургия». Действительный иностранный член Академии медицинских наук Казахстана. Академик Российской академии медико-технических наук.

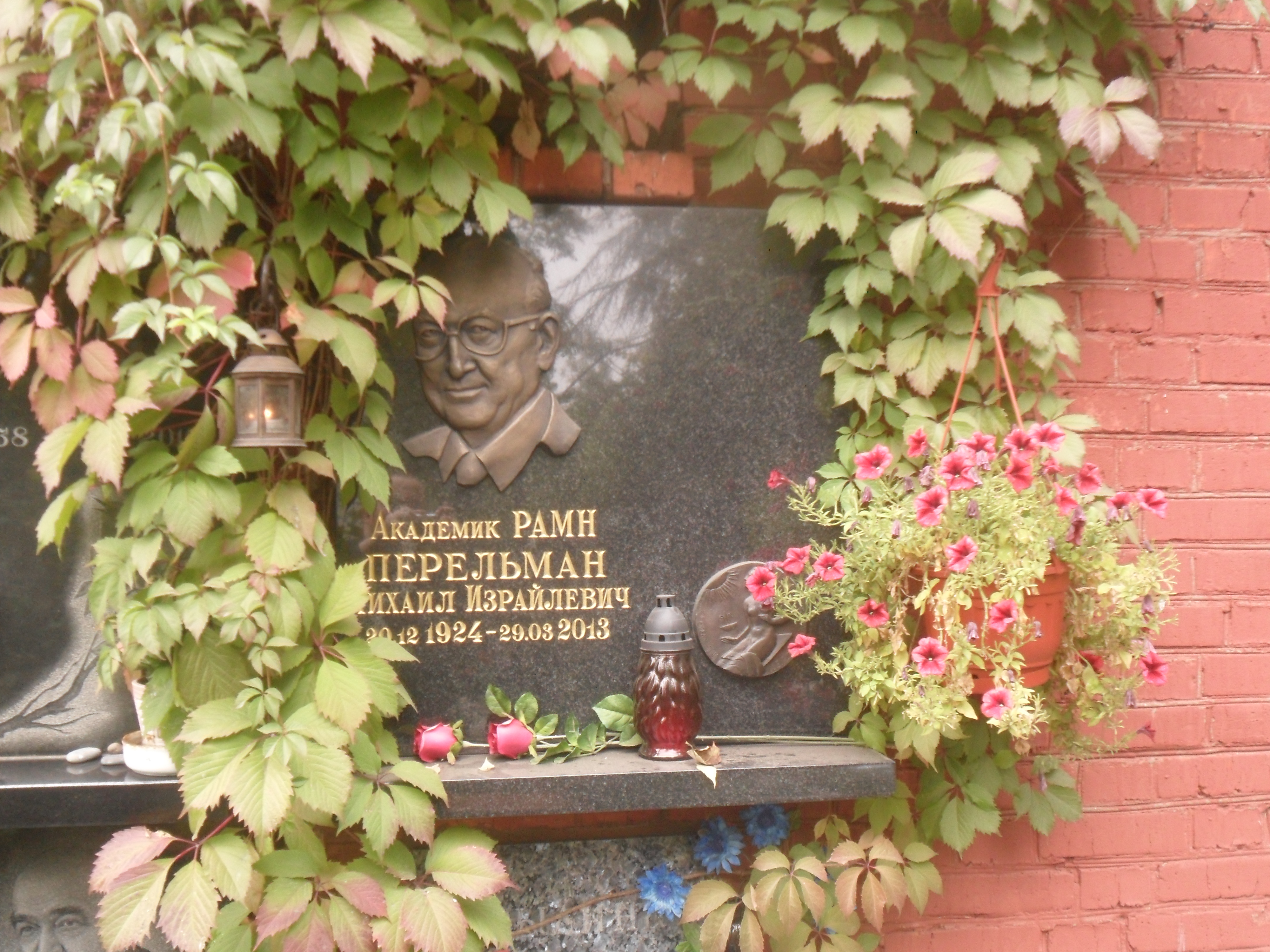
Плита колумбария Перельмана на Новодевичьем кладбище Москвы

29 марта 2013 года Михаил Перельман скончался в Москве на 89-м году жизни.
После кремации прах был захоронен на Новодевичьем кладбище.
28 мая 2013 года на могиле академика на Новодевичьем кладбище был открыт Мемориал работы скульптора Ваге Согояна.

## Семья
Первая жена — Татьяна Борисовна Богуславская (1920—2018), доктор медицинских наук, профессор кафедры оперативной хирургии и топографической анатомии ММА им. И. М. Сеченова. От этого брака двое сыновей — Борис и Владимир.
Вторым браком был женат на народной артистке СССР Инне Владимировне Макаровой.

## Научная деятельность
Ранние работы относятся к хирургии органов брюшной полости, вегетативной нервной системы, сердца и сосудов: доступ к бедренной артерии через влагалище портняжной мышцы, комбинированный доступ при ущемлённых флегмонозных и гангренозных бедренных грыжах, остеопластическая резекция коленного сустава, метод мнимого кормления для определения радикальности ваготомии при язвенной болезни, гипотермия для профилактики спинального паралича при пережатии аорты, лечение открытого Боталлова протока.
Последующие работы в основном относятся к диагностике и хирургическому лечению заболеваний органов дыхания и средостения: хирургическое лечение туберкулёза лёгких и плевры, механический шов лёгочных сосудов, применение ультразвука для профилактики и лечения эмпием плевры, разработка игольно-струйного инъектора, аутотрансфузия крови, методика удаления медиастинально-интравертебральных опухолей, хирургическое лечение хилореи, операции на трахее и бронхах в условиях гипербарической оксигенации, аллотрансплантации лёгкого, новые оперативные доступы в хирургии органов дыхания.
Работы последнего времени касаются проблем состояния и организации противотуберкулёзной работы в России.

## Награды
- Государственная премия СССР (1974)
- Государственная премия России (1997) за разработку и внедрение современных концепций лечения тяжёлой сочетанной травмы груди и её осложнений
- Премия Совета Министров СССР (1985, 1991)[8]
- Премия Министерства здравоохранения СССР по онкологии (1976)
- Премия Министерства высшего образования СССР (1979)
- Орден «За заслуги перед Отечеством» 4-й степени (1999)
- Орден «Знак Почёта»
- Премия имени Бакулева Академик медицинских наук СССР (1977)
- Премия имени Пирогова (1978)
- Премия имени Спасокукоцкого (1989)
- Премия имени Герцена Академии творчества (1995)
- Золотая медаль Петровского (1999)
- Заслуженный деятель науки РСФСР (1975)
- Императорский Орден Святой Анны III степени (2011, Российский Императорский дом)[9]
- Национальная премия «Призвание» (2005) в номинации «За верность профессии»[10]
- Европейский орден имени Николая Пирогова (2005).